# Korzeniowiec drobnopory
Korzeniowiec drobnopory (Heterobasidion parviporum Niemelä & Korhonen) – gatunek grzybów z rodziny jodłownicowatych (Bondarzewiaceae).

## Systematyka i nazewnictwo
Pozycja w klasyfikacji według Index Fungorum: Heterobasidion, Bondarzewiaceae, Russulales, Incertae sedis, Agaricomycetes, Agaricomycotina, Basidiomycota, Fungi.
Heterobasidion parviporum został oddzielony od kompleksu gatunkowego półkuli północnej Heterobasidion annosum sensu lato przez Tuomi Niemelä i Kari Korhonena w 1998 r. i odpowiada europejskiej grupie interstabilności „S”.
Nazwę polską podał Władysław Wojewoda w 1999 r

## Morfologia
Owocnik
Jest wieloletnią hubą z delikatnie filcowym brzegiem kapelusza, a u młodych owocników również powierzchnią (widoczne dopiero przy użyciu lupy). Posiada (3–) 4–6 (–7) porów na mm². Kapelusz jest pomarańczowobrązowy, a pory kremowe.
Cechy mikroskopowe
Zarodniki drobnoziarniste mają wymiary 4,3–5,4 × 3,7–4,3 μm.

## Występowanie i siedlisko
W Europie prawdopodobnie istnieje wszędzie w obrębie naturalnego zasięgu występowania świerka pospolitego (Picea abies). Rzadko występuje w najbardziej wysuniętych na północ lasach świerkowych. Obszar występowania tego gatunku na wschodzie rozciąga się po wschodnie Himalaje i przez południową Syberię do Japonii na Dalekim Wschodzie. Jest jednym z trzech występujących w Polsce gatunków należących do rodzaju Heterobasidion. Podawany z Puszczy Knyszyńskiej i Pienińskiego Parku Narodowego. Rośnie głównie na świerku, ale także na sośnie i na modrzewiu. Badania wykazały, że może być atakowany przez nowego wirusa RNA Heterobasidion 2 (HetRV2).

## Znaczenie
Groźny pasożyt i saprotrof atakujący korzenie i ostatecznie doprowadzający do obumarcia drzewa. Powoduje białą zgniliznę drewna.

## Gatunki podobne
W Polsce występują jeszcze dwa inne gatunki korzeniowca: korzeniowiec sosnowy (Heterobasidion annosum), wyrastający zazwyczaj na drewnie sosnowym (Pinus) i wyróżniający się znacznie większymi porami (ma mniej porów na mm²), wytwarzający nieraz owocniki kapeluszowate, oraz korzeniowiec jodłowy (Heterobasidion abietinum), wyrastający zazwyczaj na drewnie jodły (Abies), bardzo rzadko na innym iglastym (np. świerku (Picea)).